# Атанасије Васиљев Васиљевич
Атанасије Васиљев Васиљевич (рус. Афанасий Васильев Васильевич; Белгород, 9. јануар 1851 — Београд, 30. мај 1929) био је руски адвокат, публициста, уредник новина Благовест и словенофилски руски агент у Црној Гори.

## Односи са Србима
Наговарао је Херцеговце да се мире са муслиманима и с њима да иду у рат против Аустрије. Састанак муслиманских и православних вођа је одржан у селу Пјешивац-Греда.
Никшићке новине Оногошт су објавиле писмо из Петрограда од 14. јануара 1900. у којем Ј. Анџелацки описује прославу Светог Саве у Казањској саборној цркви. Поред Руса, свечаности су присуствовали и Срби из Црне Горе и Србије. Истог дана, свечаност је навече настављена, у словенском добротвоном друштву. Атанасије Васиљев Васиљевич, чувени руски литератор и државник, је прво напио за здравље српских владара - краља Александра и књаза Николе и цијелог српског народа у Србији и Црној Гори и осталим српским земљама. У здравици је спомињао јуначку борбу, коју су узалудно издржали у српско-турском рату, храбри Херцеговци, којима је он као руски изасланик и човјек који искрено љуби Србију и све српско, дао богату материјалну помоћ. У здравици је споменуо име Богдана Зимоњића и других херцеговачких војвода и првака. Том приликом је рекао да је вазда волио српски народ, али од када је био у Црној Гори и Херцеговини и својим очима видјео српске витезове на бојноме пољу, гдје јуначки умиру и крв своју пролијевају за крст часни и слободу златну, да је српски народ заволио још више. Здравицу је завршио жељом да се ослободе неослобођене српске земље и да се уједини српство.